# Altenbekener Damm

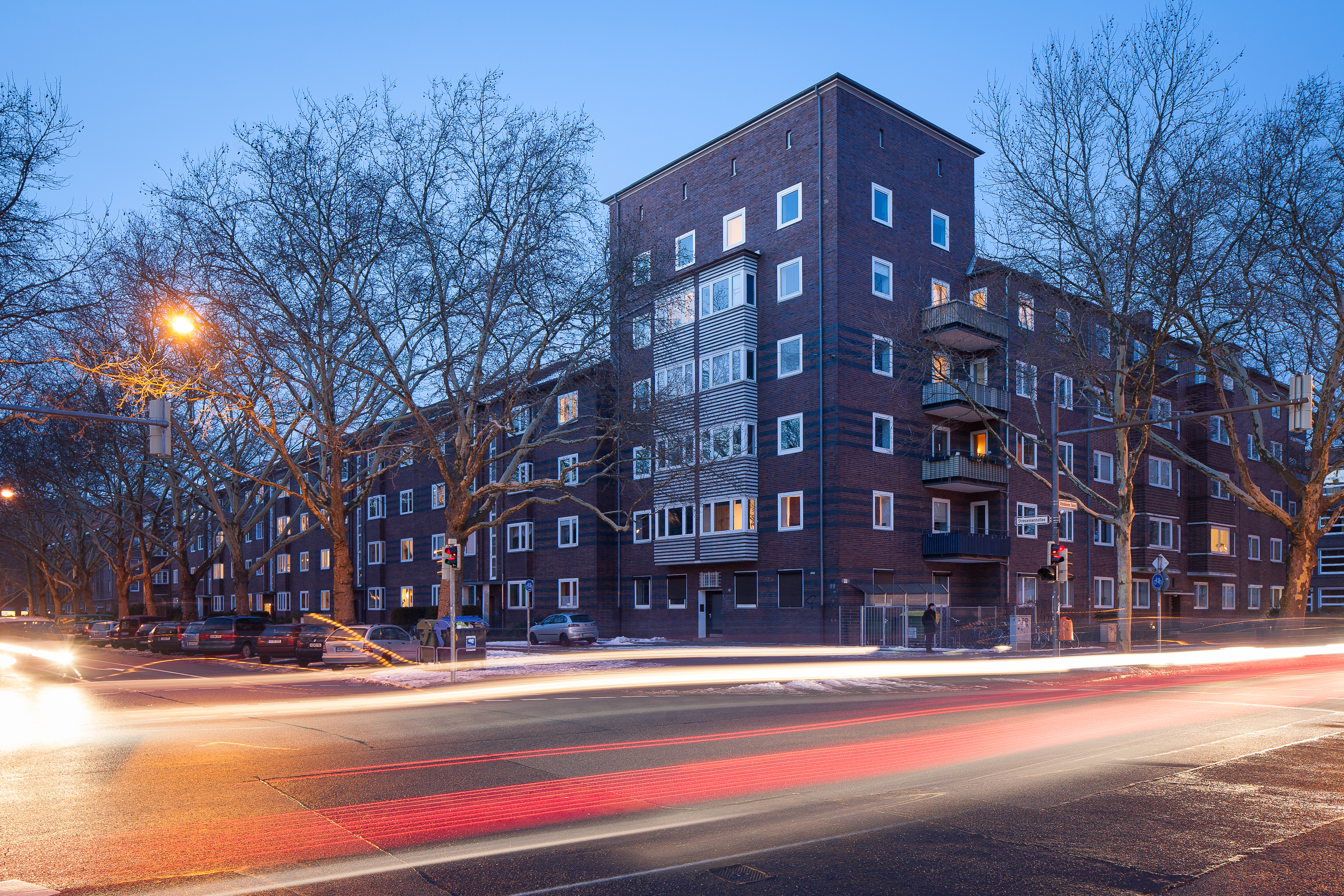
Altenbekener Damm an der Kreuzung mit der Stresemannallee

Der Altenbekener Damm ([ˈaltn̩beːkənɐ ˈdam] ) ist eine Straße in Hannover. Sie gehört zum Stadtteil Südstadt und ist neben der Hildesheimer Straße und der Sallstraße eine der wichtigsten Verkehrsadern des Stadtteils.

## Verlauf
Auf einer Länge von 1,6 km durchquert der Altenbekener Damm die Südstadt in gerader Linie und in ungefährer West-Ost-Ausrichtung. Er beginnt am Maschsee und dem Rudolf-von-Bennigsen-Ufer im Westen und geht in Höhe der Hannöverschen Südbahn in die Lindemannallee im Stadtteil Bult über.

## Geschichte
Der Verlauf der Straße folgt dem ursprünglichen Bahndamm der Bahnstrecke Hannover–Altenbeken, die 1872 eröffnet wurde. Im Jahre 1909 wurde die Bahnstrecke auf die noch heute genutzte Streckenführung der Güterumgehungsbahn weiter südlich verlegt, so dass der Damm schließlich als Straße ausgebaut werden konnte. Den Namen Altenbekener Damm bekam er 1912.
Vor der Anlage des Maschsees verlief der Damm bis zum Bahnhof Hannover-Linden, heute ist er durch den See unterbrochen. Der westliche Teil, der in Ricklingen liegt, verläuft durch das Niederungsgebiet als hoher Damm mit einem darauf angelegten Fußweg und trägt den Namen Ohedamm. Hier ist der alte Trassenverlauf der Eisenbahn noch am Damm und den beiden denkmalgeschützten Eisenbahnbrücken über die Ihme (Helene-Weber-Brücke) und die Leine erkennbar.

## Anlieger
Ganz im Westen der Straße liegen die Grundstücke mehrerer Schulen am Altenbekener Damm. Unmittelbar am Maschsee gelegen sind dies die Gymnasien Bismarckschule und Tellkampfschule. Stadteinwärts neben letzterer liegt die katholische Haupt- und Realschule Ludwig-Windthorst-Schule. Neben der Bismarckschule hatte die Regionaldirektion der Bundesagentur für Arbeit bis 2013 ihren Sitz. Nach dem Abriss von drei Bürogebäuden entstanden auf dem Grundstück ab 2014 Eigentumswohnungen des gehobenen Preissegments. Dieses Projekt wurde 2018 abgeschlossen. Weitere Anlieger sind die Hartwig-Claußen-Schule für Hörgeschädigte, die Franz-Mersi-Schule für Sehbehinderte sowie die Gilde Brauerei.
Der Teil östlich der Hildesheimer Straße ist von Wohnbebauung geprägt. Diese stammt größtenteils aus den 1920er und 1930er Jahren. Einige der Quartiere stehen heute unter Denkmalschutz, ebenso wie die Eisenbahnbrücke, die die Südstadt von der Bult trennt. Ebenfalls in diesem Teil der Straße liegen die in ihrem Bestand auslaufende Haupt- und Realschule Bertha-von-Suttner-Schule, die in den 2010er Jahren jahrgangsweise in die neue IGS Südstadt übergeht, und die Feuerwache 3 der Feuerwehr Hannover.

## U-Bahn-Station
Unter der Hildesheimer Straße verläuft die B-Strecke der Stadtbahn. Im Bereich der Kreuzung mit dem Altenbekener Damm befindet sich die nach diesem benannte U-Bahn-Station.
Architektonische Ausstattungsdetails der U-Bahn-Station nehmen Bezug auf die hier befindliche Gilde-Brauerei, wie die an den Bahnsteigen der Fassade des Brauereigebäudes nachempfundenen Bögen, in die Jugendstilmotive mit dem Brauereiwappen eingefügt wurden.
Die Station wurde mit Aufzügen nachgerüstet, so dass sie barrierefrei zugänglich ist. Es verkehren die Linien 1, 2 und 8 sowie in Zeiten von Messen auf dem Messegelände Hannover die Bedarfslinie 18.
| Linie | Verlauf | Takt |
| ----- | --- | --- |
| 1     | Langenhagen – Berliner Platz – Büttnerstraße – Niedersachsenring – Hauptbahnhof – Kröpcke – Aegidientorplatz – Altenbekener Damm – Peiner Straße – Bothmerstraße – Laatzen/Eichstraße (Bahnhof) – Laatzen/Zentrum – Laatzen – Rethen/Pattenser Straße – Gleidingen – Heisede – Sarstedt | 10 min (Langenh.–Laatzen werktags) 15 min (Langenh.–Laatzen sonn-/feiertags) 20 min (Laatzen–Sarstedt werktags) 30 min (Laatzen–Sarstedt sonn-/feiertags) |
| 2     | Alte Heide – Bahnstrift – Vahrenheider Markt – Büttnerstraße – Niedersachsenring – Hauptbahnhof – Kröpcke – Aegidientorplatz – Altenbekener Damm – Peiner Straße – Bothmerstraße – Laatzen/Eichstraße (Bahnhof) – Laatzen/aquaLaatzium – Laatzen/Ginsterweg – Rethen – Gleidingen       | 10 min (Alte Heide–Peiner Str werktags) 20 min (Peiner Str–Gleidingen werktags) 15 min (sonn-/feiertags)                                                  |
| 8     | (Dragonerstraße –) (nur HVZ) Hauptbahnhof – Kröpcke – Aegidientorplatz – Altenbekener Damm – Peiner Straße – Bothmerstraße – Stadtfriedhof Seelhorst – Am Mittelfelde – Messe/Nord | 10 min (werktags) 15 min (sonn-/feiertags) |
| 18    | Hauptbahnhof – Kröpcke – Aegidientorplatz – Altenbekener Damm – Peiner Straße – Bothmerstraße – Stadtfriedhof Seelhorst – Am Mittelfelde – Messe/Nord | 10 min (Veranstaltungslinie bei Messen) |

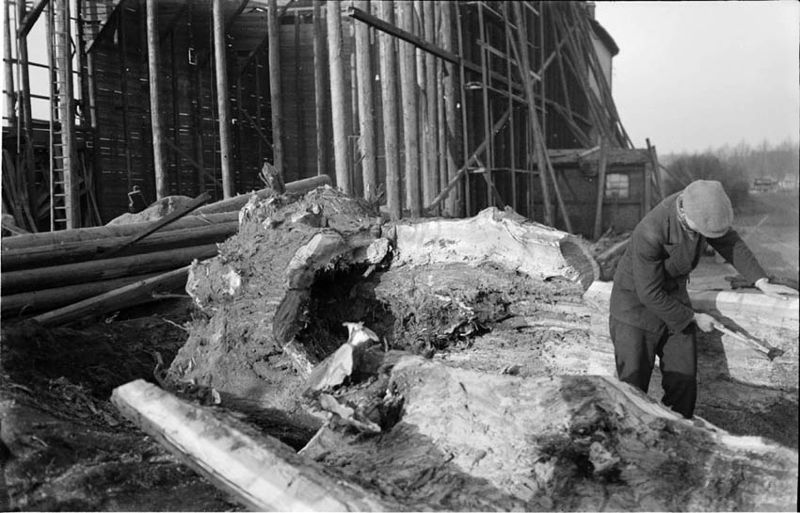
1935: „Die riesige Weide am alten Eishaus (in Abbruch) am Altenbekener Damm mußte dem Maschsee Platz machen und wird hier für das Museum ausgehöhlt“; Fotografie des Ökologen Max Hugo Weigold
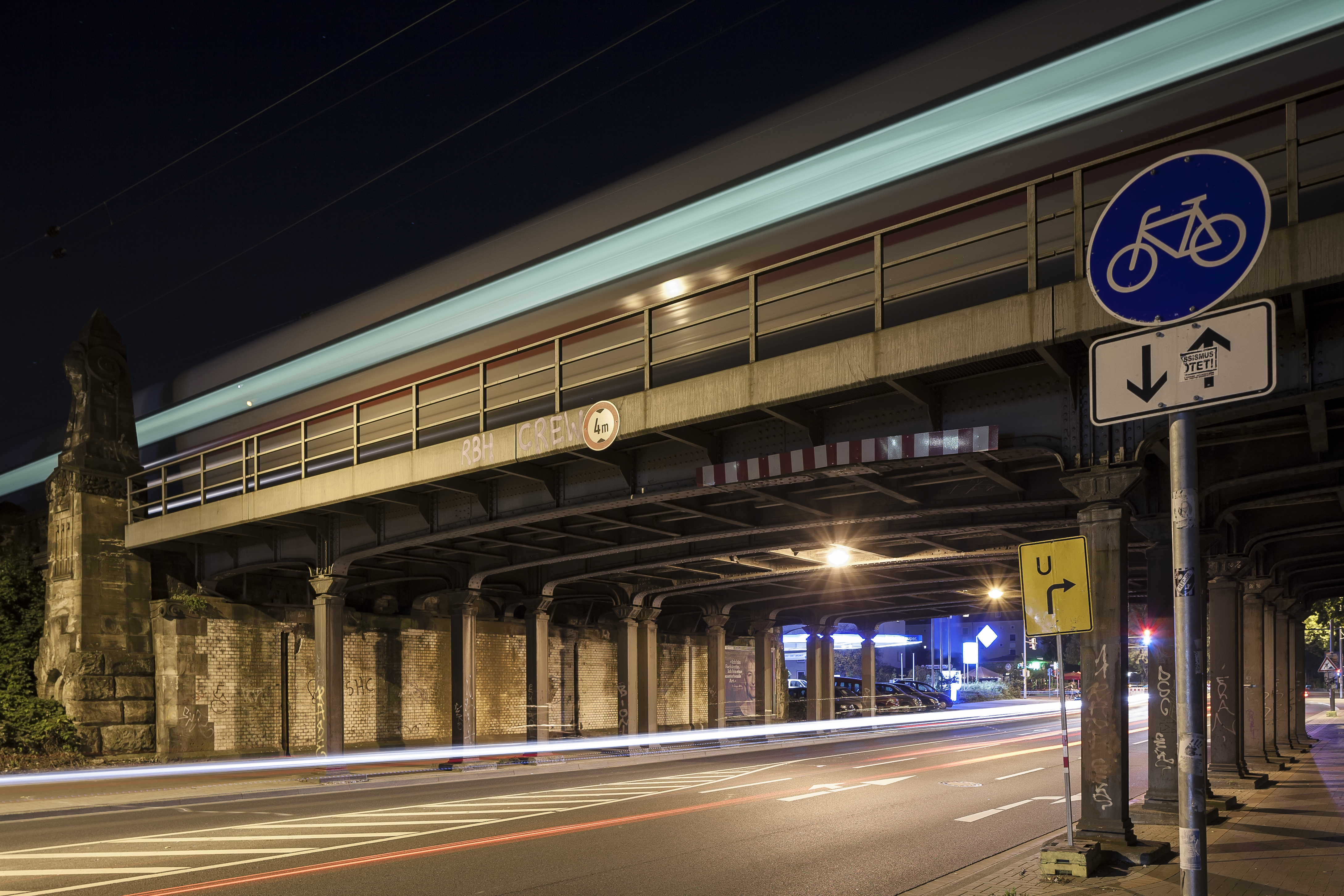
Eisenbahnbrücke der Hannöverschen Südbahn über den Altenbekener Damm, der an dieser Stelle in die Lindemannallee übergeht
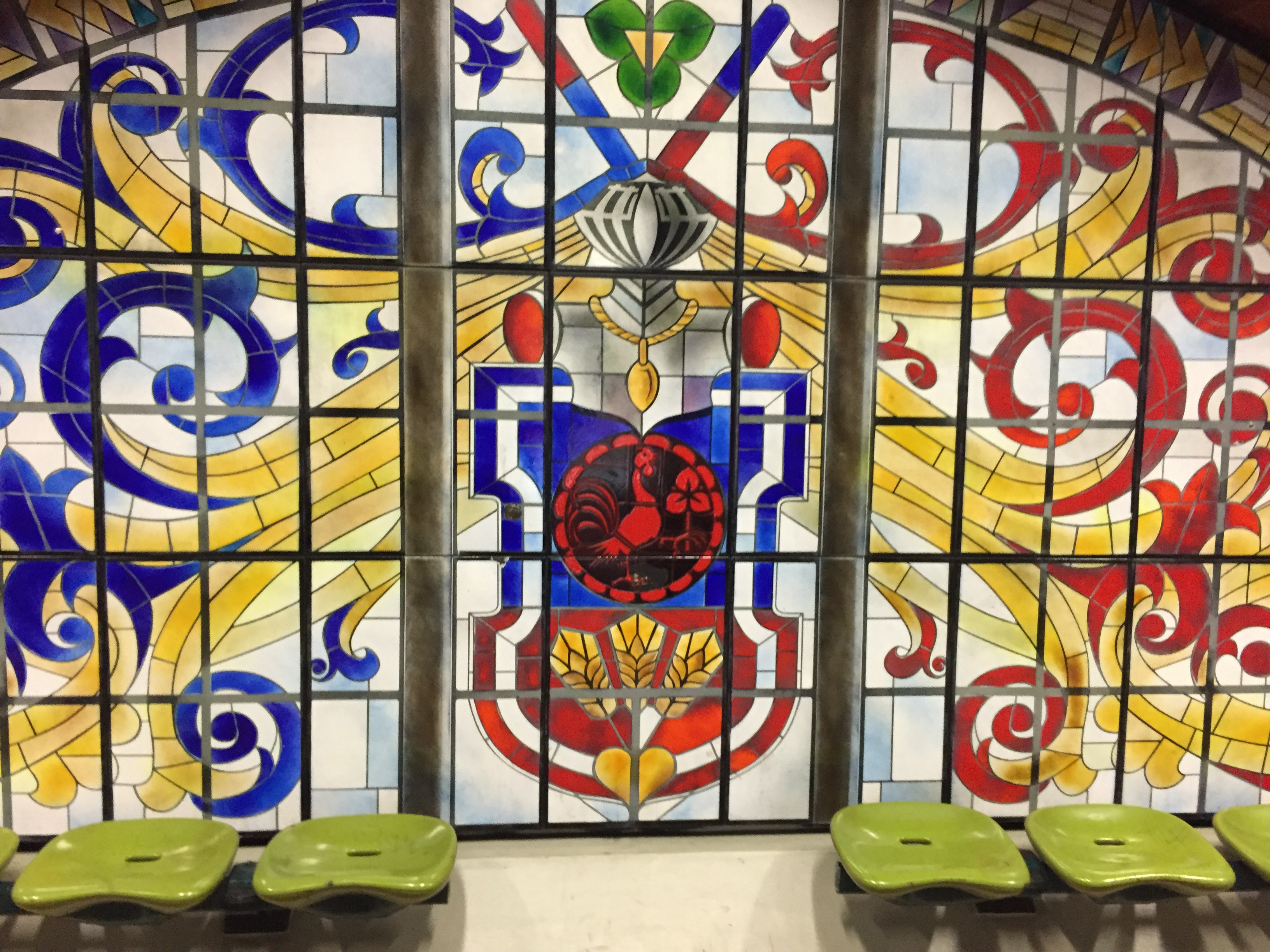
Jugendstilmotiv mit dem Wappen der Gilde-Brauerei in der U-Bahn-Station Altenbekener Damm
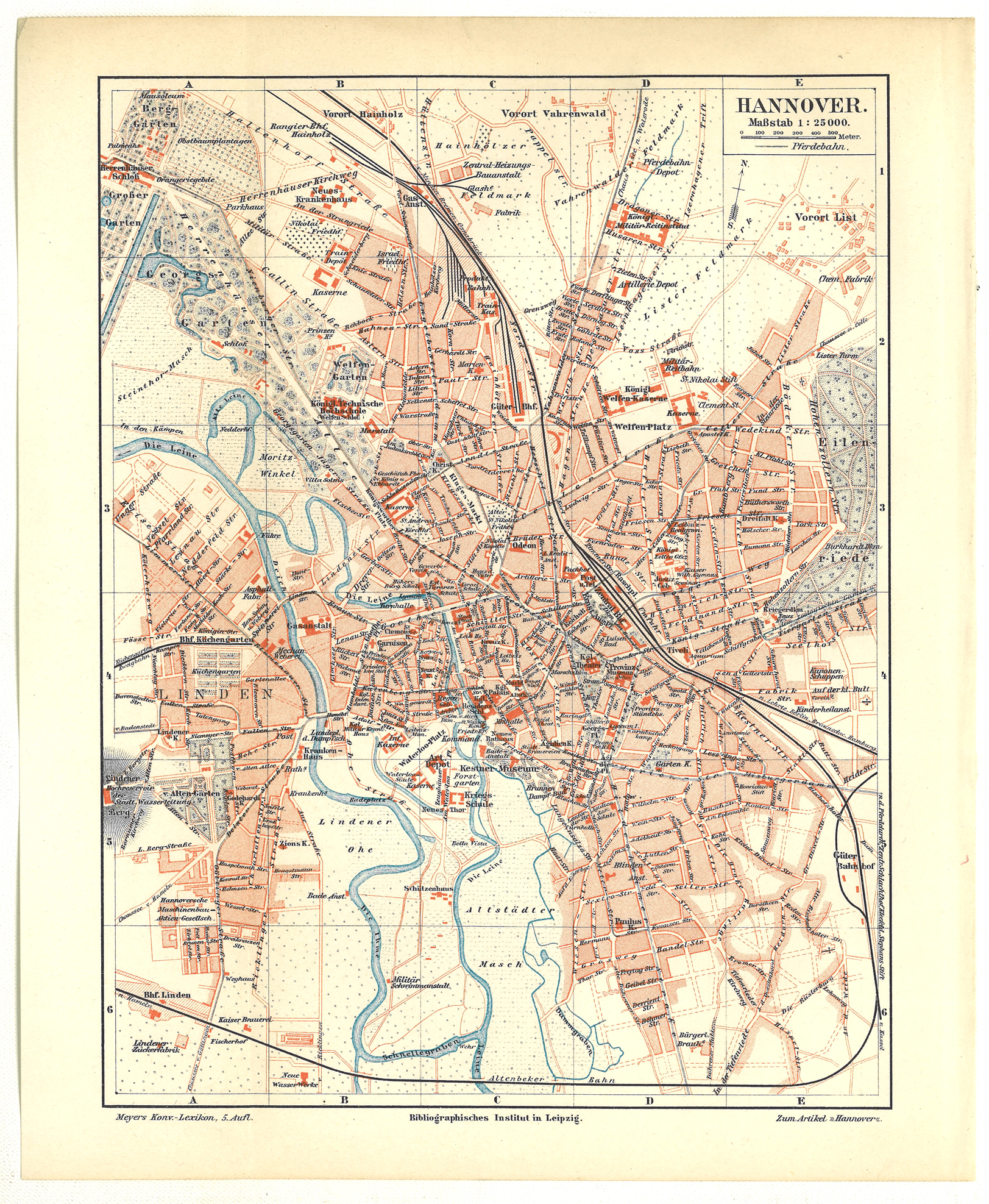
Stadtplan Hannover von 1895, auf dem am unteren Rand die „Altenbeker Bahn“ verläuft